# Winning of the West
Winning of the West è un film del 1953 diretto da George Archainbaud.
È un western statunitense a sfondo musicale con Gene Autry, Gail Davis e Richard Crane.

## Produzione
Il film, diretto da George Archainbaud su una sceneggiatura e un soggetto di Norman S. Hall, fu prodotto da Armand Schaefer tramite la Gene Autry Productions e girato nelle Alabama Hills a Lone Pine e a Pioneertown, California, nel giugno 1952.

## Distribuzione
Il film fu distribuito negli Stati Uniti nel gennaio del 1953 al cinema dalla Columbia Pictures.

## Promozione
Le tagline sono:
- The Ace of the West Sets the Pace of the Year!
- The ace of the west in the chase of his life!